# Wägeschale

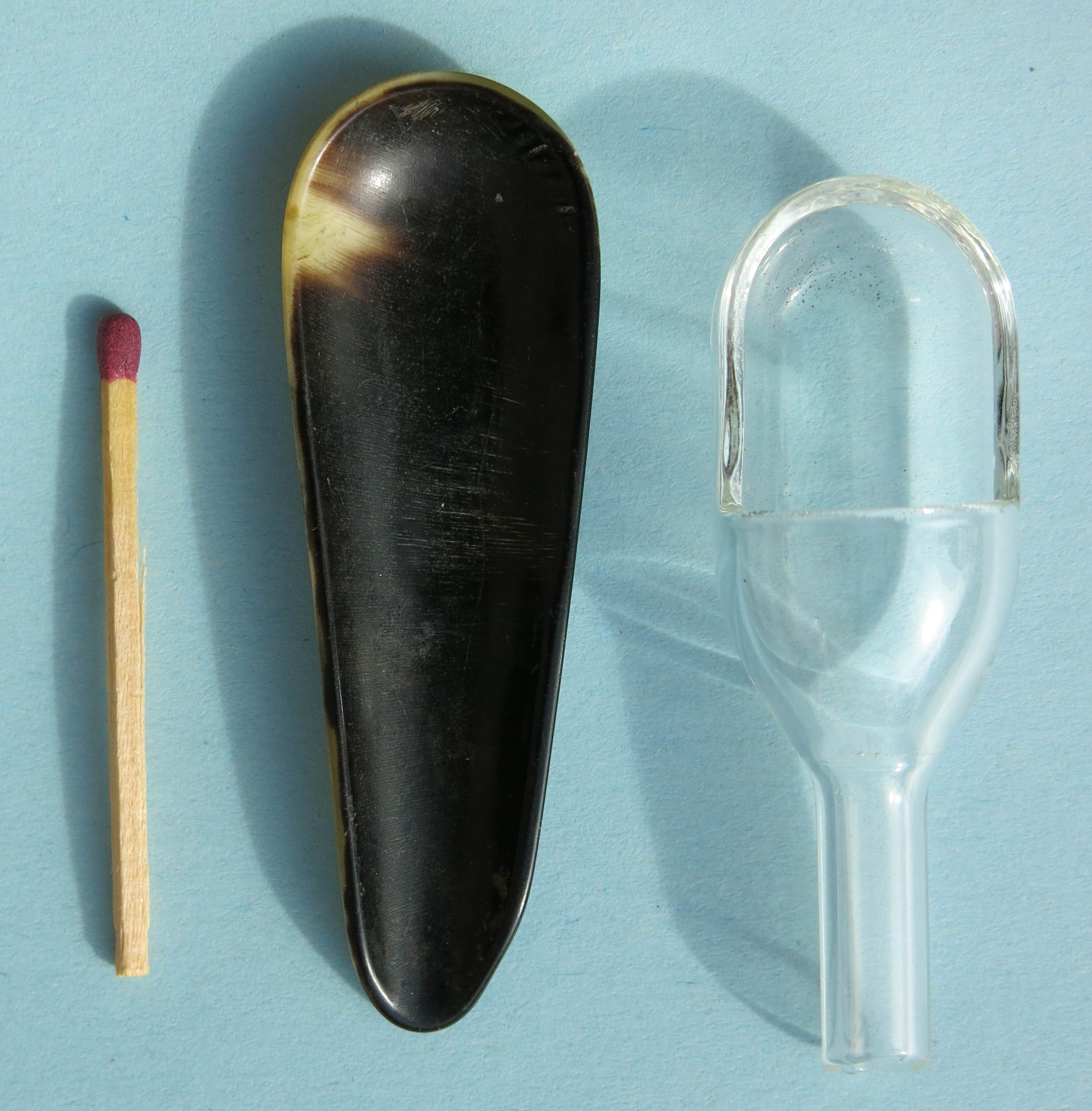
Zwei Wägeschiffchen/Wägeschalen (aus Horn und Glas) mit einem Streichholz als Maßstab

Eine Wägeschale, auch Wägeschiffchen, wird im Labor als Hilfsmittel benötigt, um Reagenzien und Zutaten abzuwiegen. Es sind oben offene Schalen oder längliche Schiffchen, in die man die Reagenzien oder Zutaten beim Abwiegen füllt. Dadurch wird die Waagschale der oft empfindlichen Waage geschont.

## Ausführungen
- Wägeschalen aus Aluminium (beispielsweise in den Maßen 100 × 7 mm)

- Wägeschalen aus Edelstahl
- Wägeschalen (Wägegläschen) aus Glas[2]

- Wägeschalen aus Porzellan
- Wägeschalen aus Horn (heute nicht mehr üblich)
- Wägeschalen aus schlagzähem Polystyrol (PS) sind antistatisch. Es gibt quadratische, rechteckige, rautenförmige und sechseckige Formen.

Letztere besitzen eine glatte Oberfläche, die ein präzises Ausgießen bei minimalem Probenverlust ermöglicht. Sie sind biologisch inert und beständig gegen verdünnte und schwache Säuren, wässrige Lösungen, Alkohole und Laugen. Diese flexiblen Schiffchen können an mehreren Stellen zusammengedrückt werden, um eine Ausgießtülle zu formen. Sie besitzen einen flachen Boden für hohe Stabilität, haben angeschrägte Seiten für präzises Umfüllen und sind temperaturbeständig bis 70 °C. Sie werden in unterschiedlichen Größen angeboten.